# Штурм Грозного (1994—1995)
Штурм Гро́зного — одно из ключевых событий Первой чеченской войны (1994—1996), в ходе которого разгорелись ожесточённые бои за чеченскую столицу город Грозный.
Вооружённые силы РФ задействовали около 250 единиц бронетехники, атаковав город с четырёх направлений: северного (генерал Константин Пуликовский), западного (генерал Иван Бабичев), северо-восточного (генерал Лев Рохлин) и восточного (генерал-майор Николай Стаськов).

## Предыстория
В 1990 году, в ходе распада Советского Союза, была провозглашена декларация о государственном суверенитете Чечено-Ингушской АССР. В 1991 году была создана Чеченская Республика Ичкерия, которая ставила своей целью выход Чечни из состава СССР и РСФСР. Была официально провозглашена независимость ЧРИ от РСФСР и СССР. Республику покинули вооружённые силы и представители власти Российской Федерации, фактически оставив в республике складские запасы вооружений.
В 1993 году в ЧРИ начинается конфликт между президентом и парламентом. К 1994 году конфликт перерос в вооружённое противостояние, где с одной стороны действовали сторонники избранного президента республики Джохара Дудаева, а с другой — оппозиция в виде Временного совета Чеченской Республики. Власти Российской Федерации открыто поддерживают Временный совет, в том числе вооружениями и специалистами. Вооружённые столкновения достигают наивысшего накала к осени 1994 года, происходит ряд рейдов оппозиции на Грозный.

Неоднократное обращение к самопровозглашённому руководству Чечни Президента России Б. Ельцина, правительства, российского парламента с предложением нормализовать обстановку в республике, пресечь деятельность незаконных вооружённых формирований, согласиться на проведение переговоров никаких положительных результатов не дали. 29 ноября Совет безопасности РФ принял решение о военной операции против Чечни. По воспоминаниям министра обороны РФ Павла Грачёва о заседании Совбеза РФ: 
Доклад о текущем моменте делал министр по национальным вопросам Егоров Николай Дмитриевич. Он говорил, что в Чечне всё нормально: «в результате работы с населением» мы достигли прогресса — 70 процентов чеченцев ждут, когда войдут российские войска. Остальные тридцать в основном нейтральны. Сопротивление окажут только отщепенцы.
Ельцин выдвинул ультиматум: «либо в Чечне прекращается кровопролитие, либо Россия будет вынуждена пойти на крайние меры». 30 ноября Борис Ельцин подписал указ № 2137с «О мероприятиях по восстановлению конституционной законности и правопорядка на территории Чеченской Республики», предусматривавший «разоружение и ликвидацию вооружённых формирований на территории Чеченской Республики». 30 ноября в соответствии с указаниями ГШ ВС РФ войска СКВО и ВВ МВД приступили к подготовке и планированию операции. К 5 декабря создание группировок федеральных войск на Моздокском, Кизлярском и Владикавказском направлениях было в основном завершено.
9 декабря Ельцин издал Указ № 2166 «О мерах по пресечению деятельности незаконных вооружённых формирований на территории Чеченской республики и в зоне осетино-ингушского конфликта». Согласно его положениям, правительству РФ поручалось «использовать все имеющиеся у государства средства для обеспечения государственной безопасности, законности, прав и свобод граждан, охраны общественного порядка, борьбы с преступностью, разоружения всех незаконных вооружённых формирований». В тот же день правительство РФ приняло постановление № 136 «Об обеспечении государственной безопасности и территориальной целостности РФ, законности, прав и свобод граждан, разоружения незаконных вооружённых формирований на территории ЧР и прилегающих к ней регионов Северного Кавказа».
В соответствии с указом Президента РФ, в 7 часов утра 11 декабря 1994 года начался ввод войск России на территорию Чечни четырьмя колоннами в направлении Грозного.

## План штурма Грозного федеральными войсками
26 декабря 1994 года министр обороны России Павел Грачёв заявил журналистам: «Грозный мы штурмовать не будем. В середине января начнём выдавливать их из города». В тот же самый день на заседании Совета безопасности РФ было принято решение о штурме Грозного. План взятия города в ночь на 1 января предусматривал действия группировок федеральных войск с четырёх направлений:
- «Север» (под командованием генерал-майора К. Пуликовского)
- «Северо-Восток» (под командованием генерал-лейтенанта Л. Рохлина)
- «Запад» (под командованием генерал-майора В. Петрука)
- «Восток» (под командованием генерал-майора Н. Стаськова)

Замыслом операции предусматривалось: наступая с северного, западного и восточного направлений, войти в город и во взаимодействии со спецподразделениями МВД и ФСК захватить президентский дворец, здания правительства, железнодорожный вокзал, другие важные объекты в центре города и блокировать центральную часть Грозного и микрорайон Катаяма.
С северного направления два штурмовых отряда группировки войск «Север» и штурмовой отряд группировки «Северо-Восток» имели задачу, наступая в отведённой им полосе, блокировать северную часть города и президентский дворец с севера.
С западного направления два штурмовых отряда группировки войск «Запад», наступая в отведённой полосе, должны были захватить железнодорожный вокзал, а в последующем, двигаясь в северном направлении, блокировать президентский дворец с юга. В результате действий этих группировок и блокирования магистральных улиц должен был образоваться сквозной коридор. С целью исключения боевых действий в западной части города и перегруппировок противника в тылу, десантники должны были блокировать Заводской район и микрорайон Катаяма.
На восточном направлении два штурмовых отряда группировки войск «Восток», наступая вдоль железной дороги Гудермес — Грозный, далее — в направлении проспекта Ленина (ныне проспект А.-Х. Кадырова), имели задачу, не выставляя блокпосты, выйти к реке Сунжа, захватить мосты через неё и, соединившись с войсками группировок «Север» и «Запад», блокировать центральный район города в горловине реки Сунжа. Таким образом, предполагалось, что в результате действий федеральных войск по трём сходящимся направлениям основная группировка Д. Дудаева, находящаяся в центре города, оказалась бы в полном окружении. В этом заключалась основная идея замысла, рассчитанная на минимальные потери федеральных войск и исключающая огневое воздействие по жилым и административным зданиям Грозного. Расчёт строился также на внезапности штурма.

## План обороны Грозного чеченскими формированиями
Для обороны Грозного чеченскими вооружёнными формированиями было создано три оборонительных рубежа:
- внутренний — радиусом от 1 до 1,5 км вокруг президентского дворца;
- средний — на удалении до 1 км от границы внутреннего рубежа в северо-западной части города и до 5 км в его юго-западной и юго-восточной частях;
- внешний рубеж проходил в основном по окраинам города и был вытянут в сторону Долинского.

На внутреннем рубеже оборона чеченских формирований основывалась на создании сплошных узлов сопротивления вокруг президентского дворца с использованием капитальных каменных строений. Нижние и верхние этажи зданий были приспособлены для ведения огня из стрелкового оружия и противотанковых средств. Вдоль проспектов Орджоникидзе (ныне проспект Хусейна Исаева) и Победы (ныне проспект Владимира Путина), а также Первомайской улицы (ныне ул. Шейха Али Митаева) были созданы подготовленные позиции для ведения огня артиллерии и танков прямой наводкой.
Основу среднего рубежа обороны составляли опорные пункты в начале Старопромысловского шоссе, узлы сопротивления у мостов через реку Сунжа, в микрорайоне Минутка, на улице Сайханова и подготовленные к подрыву нефтепромыслы, нефтеперерабатывающие заводы (два) и химический завод.
Внешний рубеж обороны состоял из опорных пунктов на автомагистралях Грозный — Моздок, Долинский — Катаяма — Ташкала, опорных пунктов Нефтянка, Ханкала и Старая Сунжа на востоке и Черноречье на юге города.
По некоторым данным, начальником штаба чеченской армии Асланом Масхадовым был разработан план разгрома российских федеральных войск в Грозном, по которому российские бронеколонны сначала беспрепятственно пропускались вглубь города, а затем уничтожались на узких улицах. Подтверждением этому может служить отсутствие на улицах Грозного, ведущих к центру, завалов и баррикад, затрудняющих движение войск.

## Силы сторон

### Объединённая группировка федеральных войск
Численность личного состава частей Объединённой группы войск, выделенных для штурма Грозного составила:
- свыше 15 000 чел.,
- около 200 танков,
- свыше 500 БМП, БТР;
- 200 орудий и миномётов.

При этом в резерве числилось более 3500 человек, 50 танков, 48 орудий.
В целом в составе ОГФВ на территории Чеченской республики к 31 декабря 1994 года насчитывалось до 38 000 человек, 230 танков, 454 других единиц бронетехники, 388 орудий и миномётов.
По группировкам эти силы были распределены следующим образом:
|               | «Север»                                             | «Северо-Восток»                                                  | «Восток»                                                             | «Запад» |
| ------------- | --------------------------------------------------- | ---------------------------------------------------------------- | -------------------------------------------------------------------- | --- |
| Подразделения | 131-я омсбр; 81-й мсп 90-й тд; 276-й мсп 34-й мсд;  | сводный 255-й мсп 20-й мсд; 68-й рб 20-й мсд; сводный 33-й омсп; | 129-й мсп и 133-й отб 45-й мсд; сводный пдп 104-й вдд; пдб 98-й вдд; | сводный 693-й мсп 19-й мсд; сводный 503-й мсп 19-й мсд; сводный 137-й пдп 106-й вдд; пдб 21-й овдбр; пдб 56-й овдбр; |
| Личный состав | 4097 человек                                        | 2228 человек                                                     | 2925 человек                                                         | 4629 человек |
| Бронетехника  | 82 танка 211 БМП                                    | 7 танков 106 БТР 148 БМП                                         | 43 танка 56 БМП 87 БТР / БТР-Д 68 БМД 11 БРДМ                        | 59 танков 162 БМП 57 БТР / БТР-Д 92 БМД                                                                              |
| Артиллерия    | 64 орудия и миномёта, в том числе 24 2С1 «Гвоздика» | 27 орудий и миномётов                                            | 33 орудия и миномёта                                                 | 92 орудия и миномёта                                                                                                 |

### Вооружённые формирования Чеченской республики Ичкерия
Закон об обороне ЧР от 24 декабря 1991 года ввёл обязательную воинскую службу для всех граждан Чечни мужского пола, при этом на действительную службу призывались юноши 19—26 лет.
На основании указа Дудаева № 29 от 17 февраля 1992 года, военнослужащие — граждане ЧР, самовольно оставившие воинские части на территории бывшего СССР и изъявившие желание служить в ВС ЧРИ, реабилитировались, а возбуждённые против них уголовные дела прекращались. С целью комплектования армии объявлялся призыв офицеров и сержантов запаса. За период 1991—1994 годов было проведено шесть мобилизаций в ряды ВС ЧРИ.
Президентская гвардия (около 2000 чел.) — осуществляла охрану президента Чечни и важных правительственных объектов.
- Десантно-штурмовой батальон (три д-ш роты);
- Мотострелковый батальон (три мср, рота охраны президента);
- Рота почётного караула;
- Конная рота.

Вооружённые силы (от 12 000 до 15 000 чел.)
- «Абхазский» десантно-штурмовой батальон Шамиля Басаева;
- «Мусульманский» батальон Конфедерации горских народов Кавказа;
- Галанчешский полк Специального назначения, Руслана Гелаева;
- Шалинский танковый полк С. Исаева (три танковых батальона, дивизион самоходных орудий);
- Полк РСЗО (три дивизиона РСЗО);
- Зенитно-артиллерийский полк (три дивизиона ЗРК);
- Противотанковый полк (три дивизиона ПТУР, артиллерийский дивизион);
- 1-й мотострелковый полк (1-й, 2-й, 3-й мотострелковые батальоны, 1-й артиллерийский дивизион, 1-й противотанковый дивизион, 1-й зенитно- артиллерийский дивизион);
- 2-й мотострелковый полк (5-й, 6-й, 7-й мотострелковые батальоны, 2-й артиллерийский дивизион, 2-й противотанковый дивизион, 2-й зенитно- артиллерийский дивизион);
- 3-й пехотный полк (три кадрированных пехотных батальона, 3-й артиллерийский дивизион, 3-й противотанковый дивизион, 3-й зенитно-артиллерийский дивизион);
- Горно-стрелковый полк И. Арсанукаева;

- Два инженерных батальона;
- Два батальона связи;
- Военный колледж и курсы;
- Разведывательно-штурмовой авиаполк (две эскадрильи);
- Вертолётная эскадрилья;
- Две учебные эскадрильи.

Подразделения МВД Чеченской республики Ичкерия (3500 чел.) — в контакте с Департаментом государственной безопасности решали вопросы внутренней стабильности Республики.
- Два батальона полиции, из них один — кадрированный;
- Батальон специального назначения;
- Шесть рот ОМОНа.

Вооружение подразделений ЧРИ
В период с 1991 г. по 1994 г. оружие и вооружение поступало в республику из следующих источников:
- закупки в СНГ и за рубежом;
- получение от Министерства обороны РФ;
- захват и хищение со складов МО РФ;
- собственное изготовление.

Бо́льшую часть вооружения и снаряжения, находившихся на армейских складах, своевременно не вывезли, и она была захвачена чеченскими формированиями. В результате более 30 % оружия и военной техники оказались у ВС ЧРИ.
Директивой министра обороны РФ Павла Грачёва № 316/1/0308ш от 28 мая 1992 г. чеченским вооружённым формированиям было передано 50 % оружия и вооружения, находившегося на территории республики. Но реально было передано и захвачено более 80 % военной техники и около 75 % стрелкового оружия.
По состоянию на конец 1994 года, ВС ЧРИ насчитывали:
- 42 танка Т-62 и Т-72;
- 34 БМП-1 и -2;
- 30 БТР-70 и БРДМ-2;
- 44 МТ-ЛБ;
- 942 автомобиля;
- 18 РСЗО «Град» и более 1000 снарядов к ним;
- 139 артсистем, в том числе 30 122-мм гаубиц Д-З0;
- САУ 2С1 и 24 тыс. снарядов к ним, а также САУ 2С3;
- противотанковые пушки МТ-12;
- 5 ЗРК;
- 25 ЗУ различных типов;
- 88 ПЗРК;
- 105 шт. ЗУР С-75;
- 590 единиц противотанковых средств, в том числе:
  - 2 ПТРК «Конкурс»,
  - 24 комплекса ПТУР «Фагот»,
  - 51 комплекс ПТУР «Метис»,
  - 113 комплексов РПГ-7;
- около 50 тыс. единиц стрелкового оружия,
- более 150 тыс. гранат.

Кроме того, по данным некоторых СМИ, у отрядов моджахедов, воевавших в Чечне, имелось некоторое количество ПЗРК «Stinger» американского производства.
По позднейшим данным российской стороны, к 31 декабря 1994 года непосредственно в обороне Грозного чеченской стороной было задействовано до 15 000 «боевиков», до 60 орудий и миномётов, до 30 реактивных установок залпового огня «Град», около 100 БМП и БТР, около 150 зенитных средств (активно применявшихся в наземных боях).

## Подготовка к штурму
20 декабря 1994 г. новым командующим Объединённой группировкой федеральных войск в Чеченской Республике был назначен генерал-лейтенант А. В. Квашнин. Штаб операции возглавил генерал-лейтенант Л. П. Шевцов. Руководство штурмом осуществлялось оперативной группой во главе с генералом армии П. Грачёвым, расположившейся на железнодорожном пункте управления в Моздоке.
30 декабря на совещании части получили приказы. Назначенный на 31 декабря ввод войск в город был для всех неожиданным, так как ещё не все части пополнились людьми, не все толком провели боевое слаживание. Хотя военные требовали ещё две недели на подготовку, 26 декабря на Совете безопасности было решено штурмовать — и поскорее.
По словам самого П. Грачёва, места дислокации бойцов Дудаева, численность которых, по предварительным данным МО, составляла 10—12 тысяч, были к тому времени хорошо известны разведке. Даже беглая характеристика всех этих оборонительных сооружений не оставляла никаких надежд, что боевики так легко сдадутся. Поэтому оставался единственный вариант — штурмом брать Грозный и разоружать дудаевцев. Учитывая реальность активного сопротивления дудаевцев в условиях города, командование приняло решение о создании штурмовых отрядов в составе ударных группировок войск. Основная задача командующим войсками группировок была поставлена ещё 25 декабря. Упор делался на внезапность и полное превосходство по качеству вооружения федеральных войск над дудаевцами. Тем не менее, блокирование Грозного так и не было доведено до конца. Осталась открытой южная окраина города якобы для выхода из города мирных жителей. На самом деле туда поступали подкрепления боевикам и туда же они ушли, спасаясь от полного разгрома и уничтожения. Укомплектованность федеральных войск оказалась такова, что пришлось создавать сводные полки, которые оказались не готовы к взаимодействию в бою.
Чеченская сторона в Грозном также вела активную подготовку к обороне: сооружались завалы и баррикады, дооборудовались и создавались долговременные огневые точки, минировались подходы к особо важным объектам. Вывозились из города в сельские районы чеченские семьи — женщины и дети. При этом выезду русского населения со стороны чеченских боевиков чинились препятствия: его готовились использовать как живой щит. Одновременно формировались отряды ополчения, в места их дислокации направлялись вооружение и боеприпасы. Дудаевым был издан указ «О придании судам ЧР статуса военно-полевых».

## Штурм
22 декабря 1994 года, в 5 утра, начался обстрел Грозного, но только 24 декабря стали с самолётов разбрасывать листовки с попытками объяснить населению действия. Многие не могли покинуть город и укрыться в сельской местности из-за отстутвия родственников там, к тому же, достаточное количество было негативно настроено к федеральным войскам.
При этих артиллерийских обстрелах и бомбардировках, по некоторым данным (общество «Мемориал», правозащитник С. Ковалёв), погибло и было ранено несколько тысяч мирных жителей. В первый день обстрелов 22 декабря погибла американская журналистка Синтия Эльбаум.
Начинала штурм авиация, базировавшаяся на аэродромах Ейска, Крымска, Моздока и Будённовска. Из-за неблагоприятных метеоусловий эффективность действий авиации была низкой. Одновременно с началом воздушных ударов огонь открыла артиллерия. Утром 31 декабря Объединённая группировка федеральных войск вошла в Грозный. Начался так называемый «Новогодний штурм Грозного».

### Новогодний штурм
По всей вероятности, план взятия Грозного основывался на опыте таких относительно «малокровных» (по сравнению с последующим штурмом Грозного) операций по наведению конституционного порядка, как ввод войск в Алма-Ату (декабрь 1986 г.), Тбилиси (апрель 1989 г.), Фергану (июнь 1989 г.), Баку (январь 1990 г.), Ош (июнь 1990 г.), Вильнюс (январь 1991 г.), Москву (октябрь 1993 г.). Перед входом в город частями были получены наставления — запрещалось занимать здания, кроме административных, ломать лавочки, мусорки и прочие объекты жилищно-коммунального хозяйства и инфраструктуры. У встреченных людей с оружием проверять документы, оружие изымать, стрелять только в крайнем случае. По-видимому, вся операция строилась на уверенности, что сопротивления не будет. По свидетельству командующего внутренними войсками МВД А. Куликова, один из генералов, получивших боевую задачу до 3 января, пообещал Грачёву выполнить её за день 31 декабря. Западная (владикавказская) группа также была блокирована местными жителями и попала под обстрел близ села Барсуки, однако применив силу, всё же прорвалась в Чечню; в ходе этих столкновений погиб министр здравоохранения Ингушетии Тамерлан Горчханов. Наиболее успешно продвигалась Моздокская группировка, уже 12 декабря подошедшая к посёлку Долинский, расположенному в 10 км от Грозного.

Генерал Л. Я. Рохлин:
План операции, разработанный Грачёвым и Квашниным, стал фактически планом гибели войск. Сегодня я могу с полной уверенностью утверждать, что он не был обоснован никакими оперативно-тактическими расчётами. Такой план имеет вполне определённое название — авантюра. А учитывая, что в результате его осуществления погибли сотни людей, — преступная авантюра.

#### Восточная группировка
Первоначально командовать Восточной группировкой федеральных войск должен был Л. Я. Рохлин:
«Перед штурмом города, — рассказывает Рохлин, — я решил уточнить свои задачи. Исходя из занятых нами позиций, я считал, что Восточную группировку, командовать которой предлагалось мне, должен возглавить другой генерал. На эту тему у меня состоялся разговор с Квашниным. Он назначил командовать Восточной группировкой генерала Стаськова».
По сути, на Восточную группировку возлагалась функция изображения главного удара федеральных войск по городу, она должна была охватить максимальную территорию, оттянув на себя наибольшие силы боевиков, и затем выйти из Грозного, увлекая их за собой и давая возможность остальным трём группировкам выполнить поставленные перед ними задачи по захвату города. Но Восточная группировка войск (129-й мотострелковый полк 45-й мсд, полк 104-й вдд, полк 98-й вдд), возглавляемая заместителем командующего ВДВ генерал-майором Н. Стаськовым, не выполнила поставленную перед ней задачу.
Войска «Востока» выдвинулись в 11 часов дня со стороны аэропорта Ханкала.
Изначально была поставлена задача выйти на площадь Минутка и от неё двигаться по проспекту Ленина к мостам через Сунжу и Президентскому дворцу.
Но Стаськов понял, что продвижение через площадь Минутка приведёт колонну в тоннель, а это «было всё равно что залезть в мышеловку». Стаськов изменил маршрут, после продвижения по дороге Аргун — Грозный, на перекрёстке, колонна свернула на Восточную объездную дорогу и пошла по недавно построенному путепроводу через железную дорогу Ханкала — Грозный.
На путепроводе штурмовые отряды попали в засаду. Действия в колонне скоординированы были крайне плохо, связь постоянно прерывалась. Огневое воздействие на колонну со стороны боевиков вызвало панику и неразбериху, поэтому штурмовые группы на некоторое время оказались мишенью для атакующих. Основные силы группировки были рассеяны, и генерал Н. Стаськов принял решение отступить. Встретивший сопротивление боевиков, авангард группировки (сводный отряд 129-го мсп) отошел в ранее занимаемый район.
Путь восточной группировки ФС
Потери Восточная группировка понесла не только от огня боевиков, но и от «дружеского огня» российской авиации — так, авиаударом был уничтожен авангард из пяти боевых машин 104-й вдд. Помимо дружеского огня от авиации, много жертв было и от собственных мотострелков. Необученные новобранцы в сложной обстановке терялись и начинали стрелять во все стороны, в том числе и по своим. Иногда и боевики провоцировали перестрелку между подразделениями федеральных войск.
В 20:45 в центр боевого управления корпуса поступила информация о действиях Восточной группировки: 129-й мотострелковый полк и парашютно-десантный батальон 98-й дивизии ВДВ, наступавшие из района Ханкалы, упёрлись в завалы из железобетонных блоков и, встретив сильное сопротивление противника, перешли к круговой обороне в районе кинотеатра «Россия». Инженерная техника для разбора завалов так и не пришла. Подразделения внутренних войск МВД, которые должны были установить блокпосты в тылу наступающей Восточной группировки, также не подошли. В одном только 129-м полку было убито 15 и ранено 55 человек, сожжено 18 единиц техники.

Из очерка военного репортёра Виталия Носкова (рассказывает неназванный офицер-десантник):
…Прошли мы военный городок, и начались потери. Потому что колонна представляла собой длинную змею. Никакого боевого прикрытия — обеспечения справа и слева. Изредка над нами проходили вертолёты. Колонна представляла собой: впереди около пяти, шести танков, бронетранспортёры, командно-штабные машины, остальная техника. Колонна состояла только из подразделений Министерства обороны — ни внутренних войск, ни МВД. В основном пехота, артиллеристы, танкисты. Мы, десантники-разведчики, в середине колонны. Замыкая её, шла рота десантников на БМД-2…
…При подходе к мосту нас начали расстреливать из крупнокалиберных пулемётов, чётко работали боевики-снайперы. Нашему взору предстало: первый танк идёт по мосту, а его обстреливают где-то с семи, восьми направлений. Колонна шла через мост, неся потери. Колонна потеряла два бэтээра, были взорваны танк и кошеэмка (командно-штабная машина). В связи был сплошной бардак. Никто большей частью не представлял: кто с кем говорит. Десантная рота, замыкающая колонну, не прошла. Её отсекли и расстреляли — всех. Как потом рассказывали, чеченцы и наёмники добивали раненых десантников выстрелами в голову, а наша колонна об этом даже не знала. Выжили только прапорщик и солдат…
…Зашли мы в Грозный и сразу попали под сильный огонь — практически со всех мест, со всех высотных зданий, со всех укреплений. Только зашли в город, колонна затормозилась. За этот час у нас подбили пять танков, шесть бэтээров. У чеченцев был закопанный — видна одна башня — танк Т-72, который уничтожил весь авангард колонны. Колонна змеёй шла по городу, оставляя в своём тылу боевиков, уничтожая только то, что уничтожалось. Именно сюда, начав нести существенные потери, под плотным огнём боевиков устремилась Восточная группировка. В нашем эфире звучало только одно: «Двухсотый, двухсотый, двухсотый»… Проезжаешь возле бэтээров мотострелков, а на них и внутри одни трупы. Все убиты…
…Из Грозного мы снова уходили колонной. Шли змейкой. Я не знаю, где, какое было командование. Никто не ставил задачи. Мы просто кружили по Грозному. Мы вышли 1 января. Был какой-то хаотический сбор отчаявшихся людей.

#### Западная группировка
На западном направлении группировка генерал-майора В. Петрука (693-й и 503-й гв. полки 19-й мсд, полк 76-й гв. вдд, полк 106-й гв. вдд, батальон 21-й овдбр, батальон 56-й гв. овдбр) также не смогла выполнить поставленную задачу, из-за непростительно медленного выдвижения частей, предназначенных для усиления ведущей бой группировки. Так, к моменту начала штурма Грозного, 31 декабря 1994 г., части 503-го гв. мотострелкового полка 19-й мсд Западной группировки только выдвигались из Владикавказа. К Грозному 503-й полк прибыл только около 15 часов дня 1 января 1995 г.
Западная группировка под командованием генерал-майора Валерия Петрука должна была направиться к железнодорожному вокзалу, а после того, как здание будет занято федеральными войсками, отправиться к Президентскому дворцу и блокировать его с юга. В ходе штурма задачи по захвату вокзала были переданы подразделению «Север».
Федеральные войска «Запад» вошли в Грозный в 7 часов 30 минут, но в ходе операции задачу взятия вокзала отменили, и силы были направлены к Президентскому дворцу. Вплоть до 12 часов дня сопротивления дудаевцы не оказывали, пока колонна группировки «Запад» не подошла к центру города, где 693-й мсп был внезапно атакован. Колонна встала недалеко от городского рынка, завязался ожесточенный бой. К 18 часам мотострелки попытались отойти, но были взяты в плотное кольцо близ Ленинского парка, радиосвязь с ними была потеряна. В Андреевской долине боевики открыли огонь по сводному 76-му пдп и 21-й овдбр. Неподготовленные к столь ожесточенному сопротивлению части Западной группировки уже к 13 часам были вынуждены закрепиться в южных районах города и перейти в оборону. Наступательный план группировки был полностью сорван.

#### Северо-восточная группировка
В результате того, что Восточная и Западная группировки не смогли выполнить поставленную задачу и не пробились к центру Грозного, для группировок «Север» и «Северо-восток» сложилась тяжёлая обстановка.
Северо-восточная группировка (255-й мсп и 68-й разведбат 20-й мсд, 33-й омсп) возглавлялась генерал-лейтенантом Львом Рохлиным. По плану группировка должна была наступать по Петропавловскому шоссе, но разведка буквально за день до начала штурма известила Рохлина о том, что дорога заминирована фугасами, поэтому маршрут был изменён. Для того чтобы ввести в заблуждение дудаевцев, было решено имитировать наступление по шоссе, а основные силы бросить на обходную дорогу. Ещё 30 декабря 33-й отдельный мотострелковый полк под руководством полковника Владимира Верещагина занял мост на реке Нефтянке, оттянув на себя значительную часть дудаевцев. Основное наступление началось в 6 часов 30 минут, уже к 9 часам 33-й омсп вышел к консервному заводу, обеспечив безопасный коридор для продвижения штурмовых рот. К 10:00 после артподготовки было взято городское кладбище, занятое боевиками.
Подразделения 8-го гвардейского армейского корпуса двигались с величайшей осторожностью. Командиры изучали город, наносили на схемы названия улиц, многие из которых были переименованы новыми властями. На каждом занятом рубеже устанавливались блокпосты. Чем ближе был центр Грозного, тем меньше оставалось в подразделениях техники, оставляемой на этих блокпостах. Вперёд шла пехота. Всё делалось по плану.

Из книги «Лев Рохлин. Жизнь и смерть генерала»: 
— А в эфире, — рассказывает Рохлин, — слышались радостные доклады соседей: прошли такую-то улицу, заняли такой-то рубеж. По карте, на которую наносилась оперативная обстановка, получалось, что подразделения 8-го корпуса далеко не впереди. Заняв консервный завод, узнали, что министр обороны недоволен: «Почему отстаёт этот хвалёный афганец?» Рохлин получил команду подтянуться и занять больничный комплекс, который находится почти в центре города. От Совмина и президентского дворца его отделял лишь один квартал, где располагались строения Института нефти и газа.
Штурмовая группа Корниенко заняла консервный завод и оставила часть людей для его обороны. Основные силы выдвинулись вглубь Грозного. На пересечении улиц Круговой и Маяковского (ныне ул. Назарбаева) 255-й мсп соединился с 81-м мсп Северной группировки. Задачей 68 отд. разведбата было занятие позиции в больничном комплексе. Больничный комплекс располагался на площади Орджоникидзе (ныне площадь Хрущёва), чтобы занять его, отряду пришлось сломить сопротивление дудаевцев на переправе через Сунжу, а затем вести ожесточённый бой на само́й площади. В результате здание было взято, и отряд перешёл в оборону. В ходе боя северо-восточная группировка оказалась под обстрелом не только чеченцев, но и других федеральных войск, отсутствовала чёткая радиосвязь, иногда она совсем пропадала, точных карт также не было.
Далее группировка продвигаться не стала, так как Рохлин понимал, что дальнейшие движения могут лишить вверенные ему силы относительно спокойного тыла, подкрепления и поставок продовольствия и боеприпасов. Вскоре боевикам всё же удалось окружить войска северо-восточной группировки, но Рохлин отступать не думал, а связь с тылом сохранялась. Грамотные действия командующего Северо-восточной группировкой генерал-лейтенанта Л. Рохлина, правильно оценившего ситуацию и занявшего оборону в районе горбольницы и консервного завода, позволили избежать разгрома и уничтожения частей, наступавших на этом направлении. Часть подразделений, предназначенная для наращивания усилий, была вынуждена заниматься выставлением блокпостов, охраной коридоров от линии соприкосновения до выходов из Грозного. Группировка «Северо-восток» генерала Рохлина стала единственной группировкой федеральных войск, которой удалось закрепиться в Грозном.

#### Северная группировка
Главная задача штурма — взятие Президентского дворца Дудаева (бывшего Чечено-Ингушского рескома КПСС) досталась группировке «Север». Общее командование группой «Север» осуществлял генерал-майор К. Б. Пуликовский (131 омсбр, 81 мсп (90 тд), 276 мсп (34 мсд)).
С группировкой «Север» связаны наиболее драматичные эпизоды новогоднего штурма Грозного — разгром 131-й мотострелковой бригады и 81-го мотострелкового полка. Группировка вошла в город со своего направления ровно в 6 часов утра. Из состава группировки «Север» в Грозный вошли: от 276-го мотострелкового полка — не менее 400 человек, от 81-го полка — 426 человек, включая танковый батальон, от 131-й мотострелковой бригады — 446 человек, включая «колонну помощи».
Перекрёсток улиц Хмельницкого (ныне ул. Абузара Айдамирова) и Маяковского (ныне ул. Назарбаева) был занят 81-м полком уже к 11 часам утра, второй батальон не смог пройти через совхоз Родина ввиду плотного огня боевиков, был приказом генерала Пуликовского повёрнут обратно и приступил к выполнению последующей задачи, что было сделано после обработки артиллерией домов микрорайона Ипподромный, откуда вёлся плотный огонь боевиков. В это же самое время 131-я бригада выполнила задачу и заняла позиции на окраине города, перешла к оборудованию района обороны. Но неожиданно она снялась и пошла одним батальоном к вокзалу, а вторым к рынку. Полк же дошёл до пл. Орджоникидзе (ныне пл. Хрущёва), где образовалась «пробка», оставив одну роту для прикрытия. Но вскоре командир полка полковник Ярославцев приказал начальнику штаба полка Бурлакову вести к вокзалу всё, что можно вытащить из затора.
По отношению к наступающим частям использовались волюнтаристские методы руководства войсками (по принципу «давай-давай»). Управлявшие из Моздока военачальники не знали и не хотели знать, как складывается обстановка. Чтобы заставить войска идти вперёд, они пеняли командирам: все уже дошли до центра города и вот-вот возьмут дворец Дудаева, а вы топчетесь на месте. Как свидетельствовал позже командир 81-го гв. мотострелкового полка полковник Александр Ярославцев, на его запрос относительно положения соседа слева — 129-го гв. мотострелкового полка — он получил ответ, что полк уже на улице Маяковского. «Вот это темп», — подумал тогда полковник (газета «Красная звезда», 25 января 1995 года). Ему и в голову не могло прийти, что это далеко не так.

#### Разгром 131-й мотострелковой бригады и 81-го мотострелкового полка
По мнению генерала Трошева, 131-я бригада оказалась на вокзале случайно — «сводный отряд бригады проскочил нужный перекрёсток, заблудился и в конце концов вышел к ж/д вокзалу». Однако эти выводы не подтверждаются фактами. На самом деле полковник Савин в точности выполнил задачу командования. По мнению генерала Рохлина, приказ о занятии железнодорожного вокзала Савин получил из Моздока, от нач. штаба ОГВ генерала Шевцова, хотя Шевцов это впоследствии отрицал. 
Относительно задач 81-го полка есть свидетельство командира приданой полку танковой роты И. Вечканова:

Командир полка даёт команду — «Вперёд!»
Я уточнил — куда «вперёд», задача дня выполнена, пехоты для прикрытия танков нет…
Он говорит: «Каток», это приказ Пуликовского, пойми правильно, идти вам на вокзал…

Пока 81-й полк шёл к площади Орджоникидзе, их стала обгонять техника 131-й бригады. В итоге к вокзалу почти одновременно вышли и полк, и бригада, где полк занял товарную станцию, а первый батальон бригады — вокзал, второй откатился на товарную станцию после того, как подвергся нападению боевиков. По одним сведениям, батальоны 81-го мсп и 131-й омсбр, встав колоннами вдоль улиц у вокзала и Президентского дворца Дудаева, не позаботившись об организации обороны и рассредоточении подразделений, не укрыв технику и не выставив блокпосты по маршруту движения, не ведя разведки, они позволили боевикам скрытно сосредоточить туда ударную группировку, численностью до 3,5 тыс. боевиков, 50 орудий и танков, 300 гранатометов, и с наступлением темноты внезапно атаковать. По другим свидетельствам, 3-я мср стала фронтом к «железке», рассредоточившись и заняв оборону. На перроне стояла всего 1 БМП. Остальные рядом с перроном, но укрыты или за ларьками, или за зданиями. То есть технику укрыли, как могли.
Бой начался около 19 часов и продолжался всю ночь на 1 января. Часть техники была сожжена, часть повреждена, но сражалась, пока были боеприпасы. Потери на этот момент были небольшими. Но ситуация резко ухудшалась потому, что другие части (группировки «Запад» и «Восток») свои задачи не выполнили.
Соседи же (группировка «Север»), подгоняемые сидящими в далеком Моздоке начальниками, запрудили улицы бронетехникой, которой было не развернуться на узких улицах города. А из подвалов и окон близлежащих домов опытные бойцы Дудаева уже ловили в прицелы гранатометов борта танков, рассматривали в мощные оптические прицелы импортных снайперских винтовок лица солдат и офицеров. Наступили сумерки. И боевики нажали на спусковые крючки. Их гранатометчики в упор расстреливали бронетехнику. Миномёты осыпали войска градом мин. Танки били прямой наводкой.
— Сначала сжигалась техника в голове и в хвосте колонны, — рассказывает Рохлин, — а затем удар обрушивался на середину. Техника была лишена возможности манёвра. И горела как свечка.
Избиение продолжалось до наступления полной темноты и потом возобновилось с рассветом. Нападавшие изощрялись как могли.
— Мне позднее рассказывали, — вспоминает Рохлин, — что боевики привязывали гранаты к парашютикам от сигнальных ракет и бросали их из окон домов на колонны. Граната при этом взрывается в воздухе и поражает большую площадь…
Потеряв много техники, 131-я бригада смогла выйти лишь на товарную станцию. Стало ясно: 131-й бригаде и 81-му полку нужно выходить из города. Солдаты и офицеры отходили к вокзалу, где попытались закрепиться, но здание, имевшее огромные окна и множество входов, было непригодно к обороне. Поэтому ночью, после тяжёлого боя, около 24 часов окружённая на вокзале часть 131-й бригады (ок. 80 человек) во главе с комбригом Савиным при поддержке двух БМП пыталась пробиться из города вдоль железной дороги. С часа ночи 1 января связь с ними была потеряна. Как потом выяснилось, группа была окружена на одной из привокзальных улиц и в ходе боя практически полностью погибла. Вместе с нею в бою погиб командир 131-й мотострелковой бригады полковник И. Савин и почти всё управление бригады.
Командование федеральных сил попыталось разблокировать их, но это привело к новым жертвам (попала в засаду и была частично уничтожена группа специального назначения под командованием капитана И.Лелюха). После этого такая же задача была поставлена 76 батальону и 106 батальону воздушно-десантной дивизии под общим командованием гв. подполковника Г. Юрченко. Ввиду отсутствия карты было принято решение наступать вдоль железной дороги. В 17:40 в районе станции Грозный-Товарная десантники попали под обстрел боевиков. В результате были уничтожены три БМД и две САУ «Нона». Вскоре стало известно, что части, к которым отправились на помощь десантники, из района железнодорожного вокзала уже вышли. Батальоны вернулись на исходные позиции.
«…Информации о 81-м полке и 131-й бригаде все не было. А вскоре в расположение 8-го корпуса прорвалась рота 81-го полка. Вслед за ней то на том, то на другом участке стали выходить другие группы этого полка. Растерзанные, подавленные, потерявшие своих командиров, бойцы выглядели ужасно. Лишь 200 десантников, которых в последний момент передали в состав полка, избежали печальной участи. Они просто не успели догнать полк и присоединиться к нему. Пополнение предполагалось принять на марше…»
«— Была ночь, — рассказывает Рохлин, — ситуация оставалась непонятной. Полная неразбериха в управлении. Когда узнали о положении 131-й бригады, мой разведбат попытался прорваться к ней, но потерял много людей. До железнодорожного вокзала, где подразделения бригады заняли оборону, было около двух километров, напичканных боевиками.»
 Авианаводчик 131-й отдельной мотострелковой бригады (омсбр) ст. прапорщик Вадим Шибков: 
«Мы отходили дальше и по пути встречали наши сгоревшие машины, из которых боевики уже утащили боеприпасы и продовольствие, тут же лежали трупы наших бойцов.»
Механик-водитель 131-й омсбр В. Удовицкий:
«На первой машине был комбриг, раненые были в десанте, а вся пехота, кто мог ходить, вся сидела на броне. Подбили нас из РПГ, первый раз промахнулись, а во второй в правый фальшборт попали. Пососкакивали мы, кто в живых остался, и на землю. Чехи нас голыми руками, как говорится взяли. Из всей БМП только я и один подполковник из Краснодара из штаба 58 Армии (В. И. Зрядний — 27 мая 1995 года подполковник Владимир Иванович Зрядний был расстрелян в селе Харсеной по приказу Руслана Гелаева.) остались в живых. Остальных добили.» 
Старшина роты 131-й омсбр, прапорщик Мамед Керим-Заде:
«Нас человек сорок где-то было там на одной машине (второй БМП). Её [БМП] подбили тремя гранатами. Сначала справа по борту ударили, по правому… десанту. В борт. Все, кто сидел справа в десанте, погибли. Потому что когда очнулся десант как был закрыт, так и остался.»
Раненный комбриг Савин с выжившими бойцами смог укрыться на территории заброшенной автобазы, где они и были окружены боевиками. В ходе боя после короткого отдыха Савин принял решение прорываться с боем, но первая попытка была отбита боевиками. Группа была отброшена на прежний рубеж, где её забросали гранатами. Полковник Иван Савин погиб. Бойцы третьей роты бригады, прорвавшиеся на подмогу группе, погрузили тело полковника в багажник машины и попытались его вывезти, но сами попали под обстрел и погибли. Тело полковника Савина было найдено только 21 января. При выходе из окружения основной части 81-го полка погибли комбат Перепёлкин и командир третьей роты Прохоренко.
131-я бригада не имела задачи, — говорит Рохлин. — Она была в резерве. Кто приказал ей захватить железнодорожный вокзал — можно только догадываться.

#### Потери Северной группировки
В ходе новогоднего штурма Грозного потери Северной группировки составили:
Общие потери — до 343 человек убитыми, 74 пропавшими без вести, несколько сотен ранеными. Потери техники — до 48 танков, до 159 БМП, 7 «Тунгусок».
- 131-я мотострелковая бригада — из 446 человек, вошедших в город, убитыми потеряно 85 человек (из них 25 офицеров), 72 человека — пропавшими без вести; по раненым данных нет. Потери техники — от 15 до 20 танков, от 47 до 102 БМП, все 6 «Тунгусок».
- 81-й гв. мотострелковый полк — из 426 человек потеряно 63 убитыми, 160 ранеными, 75 человек без вести пропавшими. Потери техники — 23 танка, 32 БМП, 4 БТР, 2 тягача, 1 «Тунгуска», 1 МТ-ЛБ.
- 276-й мотострелковый полк — из 400 человек потеряно 42 убитыми, 2 пропавшими без вести, по раненым данных нет. Потери техники — 5 танков, 15 БМП.

По данным сайта «Памяти военнослужащих группировки „Север“» 131-я мотострелковая бригада — убитыми от 142 до 167 человек; 81-й гв. мотострелковый полк — убитыми 134 человека.

### Причины провала новогоднего штурма
Второй этап операции федеральных войск в Чечне (штурм Грозного), получивший кодовое название «Лом», провалился, как и первый (операция по блокированию Грозного).
— Разгром был полный, — рассказывает генерал Рохлин. — Командование находилось в шоке. Его главной заботой стали, очевидно, поиски оправданий свершившегося. Иначе трудно объяснить тот факт, что на связь со мной никто не выходил. С того момента я не получил ни одного приказа. Начальники словно воды в рот набрали. Министр обороны (генерал Павел Грачёв), как мне потом рассказывали, не выходил из своего вагона в Моздоке и беспросветно пил…
Среди основных причин неудачи новогоднего штурма — отсутствие чёткого плана действий войск, неслаженность действий атакующих группировок (неразбериха в командовании войсками), плохая обеспеченность материальными ресурсами и слабая подготовка личного состава.
Участник и очевидец тех событий генерал Геннадий Трошев описывает их следующим образом:
«По мнению некоторых генералов, инициатива „праздничного“ новогоднего штурма принадлежала людям из ближайшего окружения министра обороны, якобы возжелавшим приурочить взятие города ко дню рождения Павла Сергеевича Грачева (1 января). Не знаю, насколько велика здесь доля истины, но то, что операция действительно готовилась наспех, без реальной оценки сил и средств противника, — это факт. Даже название операции не успели придумать.»
Карты города у командиров боевых подразделений были только мелкого и среднего масштаба (1:50 000 или 1:100 000), и те 70-80-х годов издания, на которых отсутствовали целые кварталы новостроек. На картах были обозначены устаревшие, советские, названия улиц, многие из которых были переименованы дудаевским режимом. Отсюда частые «сбои» маршрута, утрата ориентировки в городе. Радиосвязь в подразделениях, штурмующих Грозный, была почти парализована из-за царившей в эфире неразберихи. Между подразделениями практически не было взаимодействия, сказывалась неопытность большинства механиков-водителей танков и БМП.
В общей сложности войска в Чечне получили неисправными около 600 единиц боевой техники и вооружений. Генерал Лев Рохлин рассказывает:
«Процент неисправной техники, прибывающей в Чечню, официально составлял 20. Но, к примеру, из Приволжского военного округа прибыло 36 процентов неисправных бронетранспортеров. А из 18 единиц 122-миллиметровых гаубиц, прибывших из этого же округа, неисправными были 12. Из арсенала Уральского округа было прислано 18 самоходных орудий. Из них лишь 4 можно было использовать. 39 процентов бронетранспортеров, прибывших с Урала, тоже были неисправны.»
Задачи боевым частям доводились в самый последний момент. Задача ставилась непосредственно по ходу движения частей, при этом части действовали самостоятельно, разрозненно, готовились к одному, а выполнять были вынуждены совсем другое. Несогласованность, отсутствие взаимосвязи — это ещё одна отличительная черта этой операции. Командование впрямую не ставило задачу по штурму. Формулировка была «мягкой» — «взять под контроль». Перед входом в город частями были получены наставления — запрещалось занимать здания, кроме административных, ломать лавочки, мусорки и прочее. У встреченных людей с оружием проверять документы, оружие изымать, стрелять только в крайнем случае. По-видимому, вся операция строилась на уверенности, что сопротивления не будет. Вспоминает командир 81-го мотострелкового полка полковник Ярославцев:
«Что значит взять под контроль? Именно такая стояла задача — не штурм. Это значит войти на вокзал, например, обеспечить пропускной режим, если есть вооружённые люди — разоружить. Так же с президентским дворцом — окружить, никого туда не впускать, попытаться войти внутрь. Правда, кто же нас туда пустит?.. Ну, значит, держать под стволами. В это время должны подойти внутренние войска, обеспечить администрацию на вокзале, почте, телеграфе. То есть придут люди нам на смену».
В 81-м мотострелковом полку из 56 командиров взводов 49 были выпускниками гражданских вузов, призванных на два года. Рядовой состав более чем наполовину состоял из «молодых» солдат, пришедших прямо из «учебок». Для решения проблемы с отсутствием людей 81-му полку пообещали 196 человек пополнения, для десанта БМП, а также 2 полка Внутренних войск для зачистки пройденных полком кварталов. Было предложено взять в качестве десанта два батальона ВВ, за ними был отправлен начхим полка Мартынычев, но командование Внутренних войск батальоны не дало. В результате полк вошёл в город Грозный «голой бронёй», без поддержки пехоты, имея в лучшем случае по 2 человека в десанте БМП, а часто вообще не имея.
Основным преимуществом чеченцев являлось отличное знание города, относительно лёгкое вооружение (автомат, гранатомет с запасом гранат, противотанковые гранаты). Это позволяло им легко и оперативно маневрировать. Среди чеченских боевиков были хорошо подготовленные гранатометчики, которые для остановки движения колонны и блокирования бронетехники федеральных войск на узких улицах поджигали головную и замыкающую машины кумулятивными гранатами. Лишившись манёвра, другие машины становились хорошими целями для боевиков. Гранатометчики тем временем перемещались на другие позиции, а танки, БТРы и БМП расстреливались интенсивным многоуровневым (поэтажным) гранатометным огнём из близлежащих домов.
Действиями артиллеристов и миномётчиков чеченских формирований лично руководил начальник штаба ВС Чечни А. Масхадов. Установленные на «Нивах», КамАЗах, трамвайных и железнодорожных платформах минометы занимали заранее выбранные позиции с привязкой на местности и, произведя 3-4 выстрела, уходили в укрытие. Аналогичным образом действовали и мобильные группы гранатометчиков, располагавшиеся на специально оборудованных легковых автомашинах со снятыми крышами и задними сиденьями. Наличие подобных мобильных групп давало возможность оперативно организовывать противотанковые заслоны на наиболее угрожаемых направлениях и обеспечивало манёвр снайперам и гранатометчикам. Минометные обстрелы, как и точный снайперский огонь, явились основной причиной больших потерь федеральных войск.

### Взятие Грозного

#### Операция «Возмездие»
В начале января 1995 года командующим группировкой войск «Запад» вместо отстранённого генерал-майора Петрука был назначен генерал-майор И. Бабичев, а командиром 19-й мотострелковой дивизии вместо снятого с должности полковника Г. Кандалина — полковник В. Приземлин. На Северном направлении две группировки — «Север» и «Северо-восток» — были объединены в одну — «Север» — под общим командованием генерал-лейтенанта Л. Рохлина. В ночь со 2 на 3 января генерал-лейтенанту Льву Рохлину были переданы в оперативное подчинение 81-й и 276-й мотострелковые полки, остатки 131-й бригады, части корпусного подчинения 67-го армейского корпуса и вновь прибывшая 74-я отдельная мотострелковая бригада СибВО (командир — полковник Аркадий Бахин). Начался третий этап военной операции, получившей кодовое наименование «Возмездие». В Грозном завязались ожесточённые уличные бои.
Буквально в считанные дни предпринятые кадровые перестановки дали свои результаты. Значительно улучшилась управляемость подразделений и частей. После того как 3 января вышестоящие штабы сумели наладить управление войсками, была изменена тактика боя (отказ от штурма и переход к классической схеме уличных боёв — «сталинградская» тактика): создание опорных пунктов в многоэтажных зданиях; ведение наступления с использованием небольших мобильных штурмовых групп; массированное использование снайперов и, главное, эффективное использование артиллерии, огонь которой корректируется непосредственно частями, ведущими уличный бой. При попытке чеченских боевиков окружить и захватить опорные пункты подразделений федеральных войск, артиллерийские батареи, развернутые в пригородах, начинали методично уничтожать обнаруженные чеченские бандгруппы. Боеготовность артиллеристов оказалась выше всех похвал (генерал Рохлин). Уже через 20—30 секунд после поступления команды орудия открывали огонь по целям. Такие нормативы, судя по историческим данным, достигались только во время Великой Отечественной войны.
— Можно сказать, что именно артиллерия решила исход первых дней боев, — говорит Рохлин. — Кириченко (начальник ракетных войск и артиллерии корпуса полковник Василий Кириченко) проявил высочайшее мастерство в управлении ею. Он фактически стал одним из тех, кто спас президента, правительство и министра от позора полного разгрома армии в Грозном.
2 января батальон 21 отд. воздушно-десантной бригады взял штурмом вокзал и депо ж\д вокзала и передали его мотострелкам. Однако вскоре депо было вновь отбито боевиками и ещё трижды переходило из рук в руки вплоть до 5 января, когда федеральным войскам удалось окончательно укрепиться в нём.
3 января первая большая партия гражданских лиц (предположительно боевиков), задержанных в зоне действия группировки генерала Л. Я. Рохлина, была этапирована из Грозного в Моздок на фильтрационный пункт. 5 января в Грозном продолжались бои в районе Бароновского моста, ипподрома и железнодорожного вокзала. Бомбардировке подверглись «президентский дворец» и Заводской район. Кроме того, производилась бомбардировка окрестных чеченских сёл, в которых концентрировались боевики. В это же время идут бои за захват и удержание высотных зданий по ул. Карла Маркса (ныне ул. Умара Кадырова) и в районе рынка.
4 января — из рабочей тетради оперативной группы центра боевого управления 8 Гв. АК: «4 января. 22. 55. Орудия 2А36 (152-мм пушка „Гиацинт-Б“) вышли из строя из-за большого количества выстрелов. В среднем каждое орудие сделало по 540 выстрелов. На всех орудиях недокат стволов…»
Утром 7 января отряд спецназа 45-го полка ВДВ под командованием полковника Павла Поповских взял штурмом 12-этажное здание Института нефтехимии (т. н. «свечку», одно из самых высоких зданий Грозного), имевшее важное тактическое значение. 81-й полк особого назначения МВД, после взятия здания спецназом ВДВ, занял позиции на первых этажах здания и организовал блокпосты в тылу наступающих армейских подразделений. В этот же день, при расстановке блок-постов на улицах Грозного, попал под миномётный обстрел чеченских боевиков и погиб командующий подразделениями МВД генерал-майор Воробьёв.
9 января к частям генерала Рохлина присоединились сводный батальон 98-й дивизии ВДВ, вновь прибывшие — батальон морской пехоты Северного флота (командир — полковник Борис Сокушев) и сводный батальон 336-й бригады морской пехоты Балтийского флота (командир — гв. полковник Александр Даркович). Федеральные войска продолжали наносить артиллерийские и ракетно-бомбовые удары по позициям боевиков. Силами армейского спецназа проводились разведывательно-диверсионные рейды в тыл боевиков до реки Сунжа.
В ночь на 10 января по радио было передано заявление правительства РФ, сделанное по поручению Б. Н. Ельцина, с предложением о перемирии в гуманитарных целях. Хотя на этот период российская сторона объявила об одностороннем прекращении огня, 10 января после короткого затишья бои в Грозном возобновились с новой силой.
12 января подразделения федеральных войск штурмом взяли здания МВД Чечни и Департамента безопасности. В ходе штурма погибло 2 спецназовца ВДВ, 1 пропал без вести, 24 получили ранения. В этот же день разведрота 21-й бригады ВДВ предприняла попытку захвата здания Грозненского университета во взаимодействии с мотострелками. Передовой отряд в составе разведроты бригады вышел на рубеж атаки, завязал бой, но мотострелки его не поддержали. Разведрота была вынуждена отступить под давлением превосходящих сил боевиков. Отход роты остались прикрывать трое разведчиков, которые смогли продержаться до темноты, а затем были эвакуированы.
Осознавая опасность, которую влекла за собой потеря ключевых объектов в центре города, Дудаев бросил туда лучшие свои силы — «абхазский батальон» Шамиля Басаева и «мусульманский батальон» Конфедерации горских народов Кавказа, а также бригаду специального назначения. Вокруг президентского дворца размещались сплошные узлы сопротивления, укрытые в капитальных строениях. Вдоль проспектов и улиц были оборудованы позиции для ведения огня из танков и артиллерии прямой наводкой. Широко использовались снайперы-наёмники. Хорошо подготовленная для обороны сеть подземных городских коммуникаций позволяла боевикам свободно маневрировать и проникать в тыл подразделений федеральных войск. Однако, несмотря на сопротивление, в первой половине января федеральным войскам удалось продвинуться вглубь Грозного.

##### Взятие Совмина
С 10 января части и подразделения Северной группировки войск под командованием генерала Рохлина начали подготовку к штурму Совмина. Для этого были созданы все условия: захвачены основные здания вокруг дворца, в том числе господствующие над зданием. Группа бойцов под командованием начальника ПВО корпуса полковником Сергеем Павловским расположилась на крыше 12-этажного здания Грозненского нефтяного института («свечки»), взятого штурмом 7 января. Отряд имел возможность наблюдения и обстрела территории вокруг Совмина. Его огневая группа имела два ПТУРа, два тяжёлых пулемёта, два АГСа. В составе группы были артиллерийские и авиационные наводчики. Своим огнём и корректировкой авиа- и артударов они перекрыли все движение вокруг президентского дворца.
12 января Рохлин поставил задачу по карте командирам частей на штурм Совмина. Было организовано взаимодействие между частями 98-й воздушно-десантной дивизии и 74-й мотострелковой бригады. Была установлена связь с корректировщиками огня, находящимися на «свечке».

Лев Рохлин:
«Накануне штурма боевики вывесили в окнах Совмина трупы наших солдат. На это было трудно смотреть. Но к тому времени мы уже не первый раз сталкивались с жестокостью боевиков. Ещё в первые дни штурма мы обнаружили захоронение десантников, трупы которых были обезглавлены. Потом находили трупы наших солдат со вспоротыми животами, набитыми соломой, с отрезанными конечностями и следами иных издевательств. Врачи, обследуя трупы, утверждали, что издевались над ещё живыми людьми.»
13 января, утром, штурм Совмина начался. В «Журнале боевых действий» начало событий зафиксировано так:
5:25 Первая группа (батальон 98-й вдд) вошла в Совмин.
6:00 Командир пдб 98-й вдд доложил, что ещё две группы подползли к Совмину и готовы к броску. К Совмину подошли танк и БМП.
6:32 Группы вошли в здание без стрельбы.
6:53 На мосту появилась техника противника. По вызову батальона 98 вдд артиллерия поставила дымовую завесу и открыла огонь по целям.
7:30 74-я омсбр вошла в Совмин.
8:40 Радиоперехват: По всем сетям боевиков идёт паника. Жалуются на сильный огонь. Просят боеприпасов.
8:50 Подбит танк 98-й вдд.
8:55 На площади Минутка боевиками начата разгрузка боеприпасов и сосредотачивается пехота боевиков.
9:00 Даны целеуказания авиации на нанесение удара по площади Минутка.
9:50 Радиоперехват: Командование боевиков срочно по всем каналам требует подкрепления к Совмину, требует срочно уничтожить федеральную группировку, которая ворвалась в Совмин.
К вечеру в здание Совмина вошли бойцы 876-го десантно-штурмового батальона морской пехоты и 33-го отдельного мотострелкового полка. Бои за здание продолжались несколько суток.

Лев Рохлин:
«Десантники 98-й дивизии ВДВ — под командованием полковника Александра Ленцова (ныне генерал-майор, командир дивизии. — Авт.) выполнили исключительно сложную задачу, от которой уклонились даже спецназовцы 45-го полка, для которых, казалось, нет проблем. Они ночами подползали к Совмину и изучали подступы к нему, выявляли систему обороны. Они же и были первыми при штурме. Бой был очень тяжёлым. Потом на помощь пошли 74-я бригада, 33-й полк и морская пехота Северного флота. Взятие Совмина практически предрешало участь президентского дворца. Толстые стены Совмина нависали над мостом, по которому шла помощь во дворец. Поэтому с рассветом дудаевская артиллерия, миномёты и танки обрушили на Совмин всю свою мощь. Наша авиация в это время бомбила президентский дворец. Но одна бомба попала в Совмин.»
Бой за здание Совмина отличался такой напряжённостью и накалом, что психика многих солдат и офицеров начала «сдавать». Из рапорта заместителя командира 33-го отдельного мотострелкового полка по воспитательной работе подполковника Виктора Павлова:
«…Личный состав штурмовой группы, державшей оборону на Совмине, после налёта нашей авиации и понесённых от нашей авиации потерь обратился к командиру группы майору Черевашенко с требованием покинуть позиции и прорываться с любыми потерями к своим. Огромными усилиями майору Черевашенко это удалось предотвратить…Солдаты лежали в подвалах Совмина, не ели и не пили, даже отказывались выносить раненых товарищей. Среди солдат имеются случаи психологических срывов и истерик. Так, рядовой Г… заявлял, что больше не может терпеть такой обстановки, и угрожал всех перестрелять. Подобный срыв был и у рядового С… В полку осталось 11 боевых офицеров. Все они заявляют, что больше что-либо штурмовать не будут… что в Чечне идёт плановое сокращение офицерского состава и что всех хотят здесь положить…»
В стане дудаевцев моральный дух тоже дал трещину.
16 января в 5:20, когда Совмин был почти полностью занят подразделениями группировки генерала Рохлина, один из командиров (позывной Ангел-1) передал Масхадову (позывной Циклон):
5:20 Ангел-1 — Циклону: «Появились трусы. Они не пошли в Дом парламента. Их надо расстрелять».
В 5:45 Циклон — Пантере: «Это наш первый проигранный бой».
Последние группы боевиков были выбиты из здания Совмина только к утру 19 января. С потерей Совмина судьба Президентского дворца Дудаева была практически предрешена.

##### Взятие дворца Дудаева
В ночь с 18 на 19 января после бомбардировки «президентского дворца» чеченские отряды покинули его. На следующий день, 19 января 1995 года остатки «президентского дворца» в Грозном были заняты федеральными войсками. Военно-морской флаг и флаг Российской Федерации были водружены над президентским дворцом. Одновременно Ельцин заявил о конце военного этапа конфликта.
После взятия «президентского дворца» в Грозном продолжались бои, однако интенсивность их несколько снизилась. Линия разграничения сторон проходила по реке Сунжа.

#### Завершающий этап штурма Грозного
С середины января в штабе ОГВ в Моздоке была начата разработка завершающего этапа операции по взятию Грозного. По замыслу операции часть сил группировки «Юг» после манёвра с северного направления перекрывала важнейшие транспортные коммуникации, захватывала господствующие высоты и завершала полное блокирование Грозного с юга. А дальше вступали в действие штурмовые отряды группировок войск «Север», «Запад» и «Юг». Они по сходящимся направлениям завершали окружение и разгром отрядов Дудаева.
К концу января федеральные силы достигли в Грозном значительных успехов: постоянно велась разведка и уточнялись места скопления боевиков, их основные опорные пункты и узлы сопротивления, по которым наносились регулярные артиллерийские и авиационные удары. 21 января подразделения «Восточной» и «Северной» группировок встретились в центре Грозного. Войскам за месяц боев удалось стабилизировать и упрочить своё положение во всех районах города. Федеральные подразделения захватили плацдармы на восточном берегу реки Сунжи и, значительно расширив их, выставили блокпосты на основных перекрестках, обеспечили тем самым продвижение штурмовых отрядов.

##### Бои за площадь Минутка
После взятия федеральными войсками Президентского дворца Дудаева боевики отошли за Сунжу и закрепились на её восточном берегу. В районе площади Минутка дудаевцами был создан крупный оборонительный узел. Боевики умело использовали для создания оборонительного рубежа большое количество подземных коммуникаций — подземных переходов, канализационных и тепловых трасс — проходящих в районе площади Минутка.
21 января подразделения 33-го отдельного мотострелкового полка группировки Рохлина провели операцию по захвату Дома печати. В этот же день бойцы 21 воздушно-десантной бригады группировки Бабичева («Запад») захватили мост через Сунжу в южном конце Хабаровской улицы, обеспечив переправу на восточный берег полка морской пехоты. 24 января танковый батальон 21-й овдбр выдвинулся в район Андреевской долины (западное предместье Грозного) с целью не допустить проникновение боевиков в жилой массив и промзону. Задача была выполнена успешно и без потерь.
Вскоре группировка Рохлина («Север») начала наступление на район площади Минутка и 30 января заняла трамвайный парк. Однако, по словам Рохлина, занятые федеральными войсками позиции оказались неудачными и их пришлось оставить на следующий день. Это было первое отступление войск, которыми командовал Рохлин в Чечне. Отряды боевиков вновь заняли позиции, оставленные федеральными войсками и начали подготовку к контратаке против федеральных войск. По поводу этого отступления нач.штаба ОГВ генерал-лейтенант Л. Шевцов высказался: «У Рохлина голова поехала…» Сам же Рохлин так объяснил причины отступления:
— Наступать всегда труднее, чем обороняться. Задача состояла в том, чтобы заставить боевиков наступать. И, вытягивая их на себя, молотить огнём. Наше отступление как нельзя лучше способствовало решению этой задачи.
2 февраля боевики начали атаковать позиции федеральных войск в районе Минутки. Несколько дней они безуспешно пытались продвинуться вперёд, но войска генерала Рохлина, занявшие к тому времени удобные для обороны позиции, смогли отбить все атаки. К 5 февраля силы боевиков иссякли и федеральные войска перешли в контрнаступление. Федеральными войсками были захвачены плацдармы на восточном берегу реки Сунжи и осуществлен выход с боем подразделений к улице Сайханова. Для расширения плацдармов на восточном берегу Сунжи требовалась тяжёлая техника и вооружение, но мост в этом районе был разрушен. Предпринятые попытки восстановить его потерпели неудачу — боевики перебросили сюда значительные силы с других направлений и завязали бой. Генерал Бабичев и полковник Приземлин решили использовать бой за мост как отвлекающий фактор. Преодолев реку ниже по течению по двум переправам вброд и одной десантной переправе на плавтехнических средствах (ПТС), передовые подразделения группировки «Запад» без потерь вышли в тыл боевикам, обороняющим разрушенный мост, и разгромили противника.
Штурмовые отряды группировки войск «Север», наступая в направлении проспекта Ленина, захватили и взяли под свой контроль комплекс зданий педагогического института на площади Борьбы. Затем из района трамвайного парка «северяне» совершили обходной манёвр, выбили противника из высотных зданий на улице Гудермесская (ныне ул. Узуева) и завершили блокирование района Минутка с северо-востока и востока. В ночь с 5 на 6 февраля войска Рохлина заняли Минутку, а в течение дня произвели зачистку прилегающих к площади домов. В течение 5-7 февраля действиями штурмовых отрядов десантников из района улицы Павла Мусорова (ныне улица Абдаллы II Бен Аль-Хусейна) были захвачены больница, ряд высотных зданий и заблокирован район Минутки с запада.

##### Полное блокирование Грозного
31 января командующим ОГВ назначен генерал-полковник Анатолий Куликов, вместо Анатолия Квашнина, занявшего должность командующего Северо-Кавказским ВО. Вспоминает А. Куликов:
«В тот день, когда я принял командование, все наши успехи в Грозном строго математически выражались так: мы контролировали в лучшем случае треть, а в худшем — только четверть города. У нас были сильные позиции в его северной части, в центре, в Старопромысловском районе, но следовало посмотреть правде в глаза: эти победы, доставшиеся тяжёлым трудом и солдатской кровью, носили эпизодический характер и не решали главной задачи — освобождения всего города. Первое, что я сделал, так это заявление в кругу подчинённых мне генералов: „Пока мы не блокируем город, никаких активных действий не предпринимать!“»
3 февраля 1995 года была образована группировка «Юг» под командованием генерала Геннадия Трошева и началось осуществление плана по блокаде Грозного с южной стороны. Двумя полками группировки «Юг» был осуществлен манёвр из района Ханкалы на юг и юго-восток чеченской столицы. 324-й мотострелковый полк, совершив бросок под непрекращающимся артиллерийским и миномётным огнём боевиков, перекрыл дорогу на Пригородное-Гикаловский и обеспечил тем самым выдвижение 245-го мотострелкового полка и тыловых подразделений с боеприпасами. Затем полк блокировал дорогу южнее Гикаловского и перекрыл направление Шали — Грозный и Хасавюрт — Грозный. Понимая, насколько важны транспортные коммуникации, боевики попытались сбросить федеральные войска с дорог. Они атаковали в течение трёх суток, применяя танки, БТР, БМП, артиллерию (в том числе и реактивную). При этом стремились перебросить резервы в город с направлений Пригородное, Гикаловский и Чечен-Аул. Но все атаки боевиков были отбиты. Таким образом, в течение февраля Грозный был окончательно блокирован со всех сторон.

##### Бой за хлебозавод
4 февраля 1995 года, после артподготовки подразделения танкового батальона 21-й воздушно-десантной бригады начали атаку на позиции боевиков через мост в районе хлебозавода, но встретили сильное огневое сопротивление по всему правому берегу Сунжи. Было выявлено 8 огневых точек и миномёты противника в районе хлебозавода. После понесённых потерь атака федеральных войск захлебнулась. В 3.00 ночи 5 февраля десантниками была предпринята атака по другому коридору, в обход хлебозавода. Но и здесь ожесточенное сопротивление боевиков замедлило продвижение. Несмотря на это, к 11 часам 6 февраля подразделения 21-й овдбр захватили хлебозавод и обеспечили ввод в бой полка морской пехоты. В ходе боев за хлебозавод были смертельно ранены командир разведроты 21-й овдбр старший лейтенант Жуков и начальник разведки федеральной группировки полковник Нужный. Ранено и контужено было ещё 35 десантников, 8 из них от эвакуации отказались. В течение двух суток батальон удерживал объект при поддержке гаубичной батареи старшего лейтенанта Миклошевича И. В., который умело корректировал огонь и не позволял боевикам сосредоточиться для атаки. 8 февраля, после передачи хлебозавода мотострелковым частям, 21-я овдбр захватила район пожарной части на южной окраине Грозного.

##### Бои на юге Грозного
В начале февраля началось массовое отступление чеченских отрядов из центральных районов Грозного. «Абхазский батальон» Шамиля Басаева, который вёл активные бои против частей Рохлина, отступая, попал в засаду, устроенную частями «Северной» группировки. «Абхазский батальон» оказался блокирован федеральными силами на пустыре. По приказу генерала Рохлина боевики батальона Басаева были расстреляны из зенитных установок.
«Выгнав „шилки“ (зенитные четырёхствольные автоматические установки) на прямую наводку, генерал приказал стрелять. Как многорядным плугом прошлись зенитки по знаменитому „абхазскому“ батальону Шамиля Басаева, перемешивая человеческие тела с землёй. А Рохлин вдруг обнаружит, что ему не по себе от устроенной им самим бойни. В Грозном генерал отдавал должное бойцам „абхазского“ батальона Басаева, которые держались до последнего. „Шамиль, что же ты так подставился?..“ — качал он головой. Тогда генерал ещё не знал, какой „славой“ покроет себя Басаев, который через несколько месяцев устроит бойню в Будённовске. Противником боевиков в этом городе будут не гвардейцы Рохлина, а женщины и дети — пациенты городской больницы.»
Однако самому Басаеву удалось выжить и вырваться из окружения. Он возглавил чеченские отряды в посёлке Черноречье, южном пригороде Грозного. 9 февраля отступившие из центра Грозного на юг чеченские отряды смогли остановить продвижение федеральных войск в пригородах Грозного на рубеже шоссе Ростов — Баку.
13 февраля в станице Слепцовской (Ингушетия) на переговорах командующего объединённой группировкой генерал-полковника А. С. Куликова и начальника Главного штаба Вооружённых сил ЧРИ А. Масхадова впервые удалось достичь соглашения о перемирии. В Грозном произошел обмен списками военнопленных; обеим сторонам была предоставлена возможность найти и вывезти из города тела погибших. Перемирие должно было продолжаться до 18 часов 19 февраля. Была достигнута договоренность о возобновлении переговоров 21 февраля. Между тем, уже 18 февраля, до истечения срока перемирия, обеими сторонами были предприняты действия, нарушающие его. По сообщениям командования федеральных сил, группа чеченских боевиков количеством до 80 человек, используя гранатометы и миномёты, напала на позицию федеральных войск в южной части Грозного. В результате многочасового боя отряд чеченцев был блокирован и уничтожен. С первой половины дня федеральные войска возобновили интенсивный ракетно-артиллерийский обстрел чеченских позиций по линии Шали — Аргун — Гудермес, при этом чеченской стороной ответный огонь не велся.
19 февраля 1995 года последовало заявление правительства РФ, в котором говорилось, что массированная атака на российские подразделения в южной части Грозного перечеркнула все мирные инициативы и переговоры сорваны. Генерал-полковник А. С. Куликов объяснил отказ от переговоров «вероломством Масхадова, который накануне предпринял наступление и выдвинулся на новые рубежи в районе Шали — Аргун — Гудермес». К 21 февраля 1995 года Грозный был окончательно блокирован российскими войсками.
В ночь на 21 февраля 1995 года федеральные силы атаковали чеченские позиции южнее Грозного. Были захвачены господствующие высоты в районе Новые Промыслы, в том числе высота 373,2 с действующим дудаевским телецентром. Разведывательная рота российской армии под покровом темноты скрытно сблизилась с противником с четырёх направлений. На рассвете по единой команде бесшумно было уничтожено охранение боевиков и произведён штурм телецентра. Разведывательная рота овладела высотой с минимальными потерями (двое раненых). Дудаевцы предприняли несколько попыток отбить назад захваченный разведчиками телецентр, но понеся большие потери, через трое суток вынуждены были отойти, потеряв в общей сложности в боях за телецентр до 300 боевиков убитыми и ранеными, 5 человек пленными.
В то же время, в конце февраля в Грозном ещё продолжались уличные бои, но чеченские отряды, лишенные поддержки, постепенно отступали из города. Остатки отрядов Дудаева были окружены в районе Новые Промыслы, Алды и Черноречье. В целом завершающий этап операции по взятию Грозного был проведен с минимальными потерями. 6 марта 1995 года внутренние войска МВД России заняли южный район Грозного — Черноречье. Таким образом, только через два с лишним месяца после начала боёв за Грозный, последний удерживавшийся чеченскими отрядами район города перешёл под контроль федеральных сил.

## Потери
Штурм Грозного, с точки зрения потерь, стал наиболее кровопролитной операцией Российской (Советской) армии со времён Великой Отечественной войны. Основные потери федеральная объединённая группировка войск (ОГВ) понесла во время неудачных для неё тяжёлых боёв с 31 декабря 1994 г. по 3 января 1995 г. Чеченские вооружённые формирования понесли основные потери после начала массированного применения ОГВ против них артиллерии и авиации, с 3 января по март 1995 г. На этот же период приходится основное количество жертв среди мирного населения.

### Федеральная группировка
По данным Генштаба Вооружённых сил России, с 31 декабря 1994 г. по 1 апреля 1995 г. ОГВ в Чечне потеряла:
- убитыми — 1426 человек; ранеными — 4630 человек; пленными — 96 человек; пропавшими без вести — около 500 человек.[5]

Потери боевой техники составили:
- уничтоженной — 225 единиц (в том числе 62 танка); повреждённой (ремонтопригодной) — свыше 450 единиц.[8]

### Чеченские вооружённые формирования
Дудаевские вооружённые формирования с 11 декабря 1994 по 8 апреля 1995 года потеряли (по российским данным):
- убитыми — 6690 человек; пленными — 471 человека (по данным генерала Трошева — свыше 600 человек[5]); количество раненых неизвестно.

Потери боевой техники:
Свыше 500 единиц уничтожены и захвачены федеральными войсками. В том числе:
- танки — 78 ед. (64 уничтожено и 14 захвачены), БМП — 132 ед. (71 уничтожена и 61 захвачена), орудия и миномёты — 253 ед. (108 уничтожено и 145 захвачено), 16 РСЗО БМ-21 «Град».[32]

### Мирные жители
За период боёв погибло большое количество мирного населения Грозного, точное количество жертв до сих пор неизвестно: официальные российские инстанции не занимались исследованием этого вопроса. Наблюдательная миссия правозащитных общественных организаций провела исследование для оценки размеров потерь среди мирного населения Грозного в период с декабря 1994 года по март 1995 года. Уполномоченный по правам человека Сергей Ковалёв, который посещал Грозный во время штурма, полагает, что в течение пяти недель боёв погибли 27 000 жителей. Эта оценка была признана официальными инстанциями и до сих пор остаётся единственной. Анатоль Ливен, который также посещал Грозный во время штурма, в своей книге Chechnya: Tombstone of Russian Power оценивает число жертв среди мирного населения в 5000 человек, при этом, по его оценке, ещё около 500 погибло от авианалётов до начала штурма. Международные наблюдатели из ОБСЕ назвали происходившее «невообразимой катастрофой», а канцлер ФРГ Гельмут Коль охарактеризовал это как «чистое безумие».
Один из жителей города впоследствии свидетельствовал:
В городе нет воды — нет электроэнергии, и водокачки не работают. И вот начинается, предположим, обстрел установками „Град“. А ведь бьют сразу много установок, иногда они долбят город по 10-15 минут. И вот заканчивается обстрел, выходишь из дома и видишь: тут трупы, там трупы. Лежат старики. Рядом санки, на санках фляга с водой. Старики не могут быстро бегать и даже не пытаются, а за водой идти надо.
В феврале—марте 1995 года тела погибших жителей, собранные на улицах и извлечённые из развалин, похоронные команды вывозили на Центральное кладбище и хоронили в специально вырытых рвах. С весны 1995 года Комиссией по розыску без вести пропавших, в которую входили представители органов прокуратуры РФ, МВД России и чеченского Комитета Красного Креста и Полумесяца, производились эксгумация и опознание тел из этих и многих других захоронений.

## Цитаты
Грозный возьмём двумя десантными полками— Министр обороны РФ Павел Грачёв, перед вводом войск в Чечню

— Павел Сергеевич, а как же ваше печально знаменитое обещание взять Грозный за два часа силами одного парашютно-десантного полка? 

— А я и сейчас от него не отказываюсь. Только выслушайте полностью то моё высказывание. А то ведь выхватили из контекста большого выступления лишь одну фразу — и давай муссировать. Речь шла о том, что если воевать по всем правилам военной науки: с неограниченным применением авиации, артиллерии, ракетных войск, то остатки уцелевших бандформирований действительно можно было уничтожить за короткое время одним парашютно-десантным полком. И я действительно мог это сделать, но тогда у меня были связаны руки.— Министр обороны РФ Павел Грачёв, 2000 год

## В искусстве

### Фильмы
- «Ад» — документальный фильм Александра Невзорова
- «Чистилище» — художественный фильм Александра Невзорова
- «60 часов майкопской бригады»[39] — документальный фильм про бой 131-й отдельной Мотострелковой бригады на железнодорожном вокзале во время «новогоднего штурма» Грозного (1995, телекомпания «Сети НН»)
- «Необъявленная война»[40] — фильм Валентина Януса (1995, ГТРК «Псков»), во время съёмок фильма от пули снайпера погиб сам оператор Валентин Янус и его сопровождавший майор Александр Осадчий.
- «Россия 1985–1999: TraumaZone» — документальный фильм, 6-я серия, реж. Адам Кёртис (2022, ВВС)

### Музыка
- Хас-Магомед Хаджимурадов. Новогодняя ночь в Грозном. Песня про новогодний штурм Грозного. Poiskm.org. Дата обращения: 26 декабря 2016.
- Шевчук, Юрий Юлианович. Мёртвый город. Рождество. Песня про новогодний штурм Грозного. Youtube.com. Дата обращения: 26 декабря 2016.
- Тимур Муцураев. Добро пожаловать в ад. Песня про новогодний штурм Грозного. Poiskm.org. Дата обращения: 26 декабря 2016.
- Дмитрий Бэйл. Бесполезная Война. Песня про новогодний штурм Грозного и гибель Майкопской бригады (1 января 2018).
- Михаил Назаров. Чечня в огне. Песня про новогодний штурм Грозного (12 января 2019).
- Группа Голубые береты. Новый год. Песня про новогодний штурм Грозного (14 июня 2018).
- Группа РОСТОВ. Город Грозный. Песня про новогодний штурм Грозного и гибель Майкопской бригады (17 марта 2016).
- Группа КОСТРЫ. Грозный-95. Песня про новогодний штурм Грозного (15 января 2021).
- Сергей Тимошенко. Добро пожаловать в ад. Песня про новогодний штурм Грозного
- Группа Псковитянка. Необъявленная война. Песня про гибель в Грозном оператора Валентина Януса и майора Александра Осадчего (14 января 2025).